# Фрейм, Уилли
Уи́льям (Уи́лли) Фрейм (англ. William «Willie» Frame) — шотландский кёрлингист.

## Достижения
- Чемпионат Европы по кёрлингу: золото (1979).
- Чемпионат Шотландии по кёрлингу среди мужчин: золото (1974, 1979).

## Команды
| Сезон   | Четвёртый      | Третий      | Второй          | Первый        | Турниры                      |
| ------- | -------------- | ----------- | --------------- | ------------- | ---------------------------- |
| 1973—74 | Джимми Уодделл | Джим Стил   | Роберт Киркленд | Уилли Фрейм   | ЧШМ 1974 · ЧМ 1974 (8 место) |
| 1978—79 | Джимми Уодделл | Уилли Фрейм | Джим Форрест    | Джордж Брайан | ЧШМ 1979 · ЧМ 1979 (6 место) |
| 1979—80 | Джимми Уодделл | Уилли Фрейм | Джим Форрест    | Джордж Брайан | ЧЕ 1979                      |

(скипы выделены полужирным шрифтом)